# OQ-12靶機
Radioplane OQ-12（公司編號RP-6）是一款無線電飛機公司研製的無人靶機。

## 發展
OQ-12採用雪茄形機身的設計，配備一具活塞引擎，驅動反向旋轉的螺旋槳。機翼為懸臂結構，並採用膠合板製造。OQ-12的潛在競爭對手為OQ-11靶機，兩者都於1941年首飛（其中-12是10月首飛），但兩者最終都沒有獲得美國陸軍航空軍的訂單，僅留在原型機階段。